# Fleischsorte
Als Fleischsorte bezeichnet man unterschiedliche Formen von Fleisch als Lebensmittel. Meist nutzt man den Begriff je nach verwendeter Tierart. Es wird aber auch synonym für Fleischart verwendet, was ansonsten für bestimmte Fleischteile genutzt wird. 
Eine grobe Einteilung ist die Unterscheidung gemäß der Färbung nach dem Erhitzen. Durch unterschiedlich hohe Myoglobin-Gehalte bzw. zu Methämoglobin denaturiertes Myoglobin entsteht eine graubraune bis gräuliche Färbung, wonach die Fleischsorten eingeordnet werden:
- rotes Fleisch: Rindfleisch, Kalbfleisch, Schweinefleisch, Schaffleisch, Lammfleisch. Gemäß WHO-Definition umfasst der Begriff „alles Muskelfleisch von Säugetieren“.[1]
- weißes Fleisch: Geflügelfleisch

Eine andere Einteilung richtet sich nach der Tierart, und den unterschiedlichen Formen der Tiere hinsichtlich Alter, Geschlecht und teilweise Rasse. Ehemals übliche Fleischsorten wie Pferdefleisch, Ziegenfleisch und Kaninchenfleisch sind heute nur noch gering verbreitet und werden in vielen Systematiken nicht mehr extra genannt.
- Als Rindfleisch bezeichnet man allgemein das Fleisch des Hausrinds. Dabei wird nach dem Alter unterschieden (Kalbfleisch, Jungrindfleisch) oder nach dem Geschlecht in das Fleisch männlicher Tiere (Bullenfleisch, Ochsenfleisch) und weiblicher Tiere (Färsenfleisch, Kuhfleisch).
- Als Schweinefleisch bezeichnet man allgemein das Fleisch des Hausschweins. Dabei wird nach dem Alter in Ferkel, Spanferkel, Läufer unterschieden. Das Fleisch männlicher Tiere wird nach dem Zeitpunkt der Kastration in Borgfleisch für jung behandelte Tiere, Altschneider für vor der Schlachtung kastrierte Tiere und Eberfleisch von nicht kastrierten Tieren unterschieden.
- Als Schaffleisch bezeichnet man allgemein das Fleisch des Hausschafs. Damit werden Lammfleisch, Hammelfleisch und das Fleisch von weiblichen Tieren zusammengefasst.
- Als Geflügelfleisch bzw. Geflügel bezeichnet man das Fleisch unterschiedlicher Vogelarten. Die Definitionen unterscheiden sich gravierend, so wird teilweise auf die Fleischerzeugung durch Zucht, teilweise auf die Bestimmung oder Eignung für den menschlichen Verzehr abgestellt. Wildgeflügel wird deshalb teilweise dem Geflügel, teilweise dem Wildfleisch zugeordnet.
- Als Wildfleisch oder Wildbret bezeichnet man das Fleisch erlegter Tiere, die meist zuvor gejagt wurden, aber teilweise auch nach der Aufzucht und Haltung (Gatterwild) durch Schlachtung getötet werden. Untergruppen sind Haarwild (Wildschweinfleisch, Hirschfleisch, Gamsfleisch, Rehfleisch, Hasenfleisch) und Federwild bzw. Flugwild (Fasan, Rebhuhn, Wildenten, Wildtauben).

- Als exotische Fleischarten bezeichnet man in der deutschsprachigen Warenkunde für Lebensmittel Fleischsorten, deren Tierarten in Mitteleuropa nicht heimisch sind. Dies umfasst Bisonfleisch, Rentierfleisch, Robbenfleisch, Kamelfleisch, Kängurufleisch, Krokodilfleisch, Straußenfleisch, Zebrafleisch und andere.

Andere Fleischsorten wie Katzenfleisch und Hundefleisch sind in Mitteleuropa im Handel verboten und privat nur wenig verbreitet. Sorten wie Affenfleisch, Elefantenfleisch, Bärenfleisch und Walfleisch sind wegen Verboten aus Gründen des Naturschutzes heute ebenso unüblich bzw. waren in Mitteleuropa nie weit verbreitet. Zulässig ist auch Reptilienfleisch aus der Reptilienzucht.

## Einzelbelege
1. ↑  World Health Organization (WHO): Cancer: Carcinogenicity of the consumption of red meat and processed meat. In: Questions and answers. 26. Oktober 2015, abgerufen am 1. Juni 2025 (englisch).